# Beckington Castle
Beckington Castle er en bygning i landsbyen Beckington, Somerset, England, der er listed building af anden grad.
Den blev opført i begyndelsen af 1600-tallet på stedet for en tidligere middelalderbygning, hvor mindre dele er inkorporeret i den nuværende bygning. Den har været brugt af adelsfolk, lokale forretningsfolk og har også tjent som både hotel og skole. I dag bruges den som kontorer.